# Cubjac-Auvézère-Val d'Ans
Cubjac-Auvézère-Val d'Ans is een gemeente in het Franse departement Dordogne in de regio Nouvelle-Aquitaine. De plaats maakt deel uit van het arrondissement Nontron. Cubjac-Auvézère-Val d'Ans is op 1 januari 2017 ontstaan door de fusie van de gemeenten Cubjac, La Boissière-d'Ans en Saint-Pantaly-d'Ans. De gemeente telde 1.116 inwoners op 1 januari 2022.

## Geografie
De oppervlakte van Cubjac-Auvézère-Val d'Ans bedraagt 39,56 vierkante kilometer; Op 1 januari 2022 was de bevolkingsdichtheid 28,2 inwoners per km².
De onderstaande kaart toont de ligging van Cubjac-Auvézère-Val d'Ans met de belangrijkste infrastructuur en aangrenzende gemeenten.

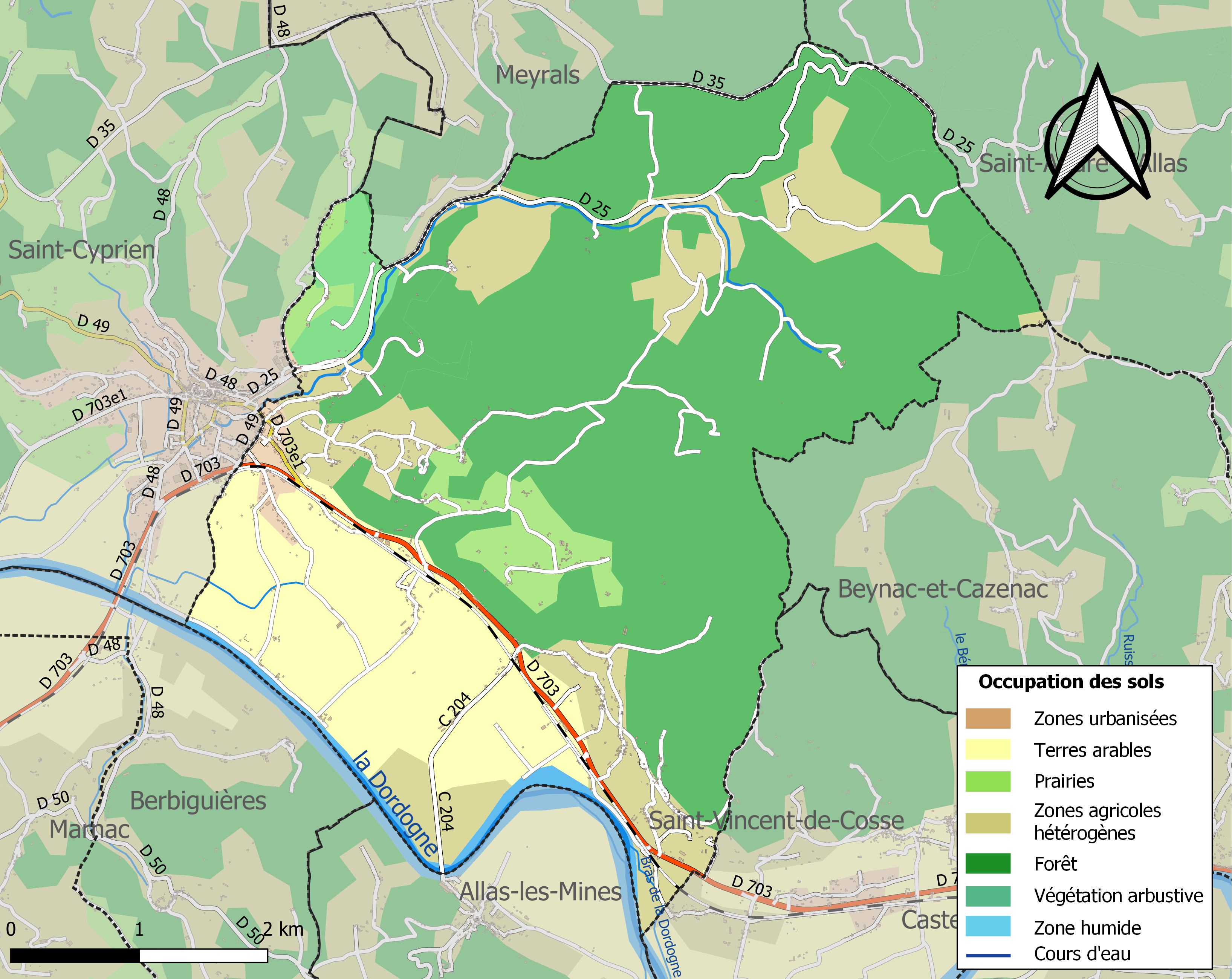

Angoisse · Anlhiac · Brouchaud · Cherveix-Cubas · Clermont-d'Excideuil · Coulaures · Cubjac-Auvézère-Val d'Ans · Dussac · Excideuil · Génis · Lanouaille · Mayac · Payzac · Preyssac-d'Excideuil · Saint-Cyr-les-Champagnes · Saint-Germain-des-Prés · Saint-Jory-las-Bloux · Saint-Martial-d'Albarède · Saint-Médard-d'Excideuil · Saint-Mesmin · Saint-Pantaly-d'Excideuil · Saint-Raphaël · Saint-Sulpice-d'Excideuil · Saint-Vincent-sur-l'Isle · Salagnac · Sarlande · Sarrazac · Savignac-Lédrier · Savignac-les-Églises